# Ephedra cutleri
{{#ifeq:0|0|{{#if:|{{#if:Ephedracutleri|[[]}}|}}}}
Ephedra cutleri — вид голонасінних рослин класу гнетоподібних.

## Опис
Утворює скупчення 0.25—1.5 метрів у висоту і 3—5 метрів у ширину. Кора червонувато-коричнева, з нерегулярними тріщинами. Гілки яскраво-зелені, стають жовто-зеленими з віком. Листки протилежні, 2—5 мм, коричневі. Пилкові шишки від 2 до кількох у вузлі, оберненояйцюваті, 4—6 мм, на дуже коротких, лускатих ніжках (рідко сидячі). Насіннєвих шишок від 2 до кількох у вузлі, їх форма від оберненояйцюватої до майже кулястої, 7—15 мм. Насіння 2 на шишку, еліпсоїдне, 5–8 × 2–4 мм, колір від коричневого до каштанового, гладке.

## Поширення, екологія
Країни проживання: Сполучені Штати Америки (Аризона, Колорадо, Нью-Мексико, Юта). Росте на висотах від 500 м до 3000 м у посушливих районах на піщаному ґрунті та пісковику, іноді на кам'янистих схилах. Знайдено на піщаних дюнах і в стінах каньйону в змішаній пустельно-чагарниковій спільноті, зростає з Chrysanthamnus, Yucca, Juniperus, Artemisia tridentata, Coleogyne і травами. Шишки є з березня по травень.

## Використання
Стебла більшості членів цього роду містять алкалоїд ефедрин і відіграють важливу роль в лікуванні астми та багатьох інших скарг дихальної системи. На стеблах також пасуться тварини.

## Загрози та охорона
На стеблах також пасуться тварини в зимовий період, не ясно, чи є це серйозною загрозою в даний час. Є один зразок в ботанічному саду. Зростає в кількох охоронних районах по всьому ареалу.